# Menna Elfynová
Menna Elfynová (* 1952) je velšská básnířka, dramatička, fejetonistka a editorka píšící velšsky. Její práce je velmi oceňovaná a často překládaná. Za svou kampaň byla jako velšsky mluvící aktivistka uvězněna.

## Pozadí
Během 70. a 80. let 20. století byla Menna Elfynová členkou a občas funkcionářkou Cymdeithas yr Iaith Gymraeg. Za projevy občanské neposlušnosti byla dvakrát uvězněna. Svým rodičům, když ji navštívili ve vězení, popsala utrpení, když byla nucena mluvit anglicky.
Elfynová vydal deset svazků poezie a tucet dalších dětských knih a antologií. Napsala také osm divadelních her, šest rozhlasových her pro BBC a dvě hry a několik dokumentů pro televizi. Spolu s Johnem Rowlandsem vydala knihu The Bloodaxe Book of Modern Welsh Poetry, která získala doporučení Poetry Book Society. Za svou práci získala řadu cen, včetně Ceny za kreativní umění za napsání knihy o spánku (Cwsg: am dro yn ôl).
Když Elfynová vydala své dvojjazyčné básně Eucalyptus (Gwasg Gomer, 1995), Tony Conran ji popsal jako „první velšskou básnířku po 1 500 letech, jejíž dílo bylo známé i mimo Wales“. Podobně chválil i její druhý dvojjazyčný svazek Cell Angel (1996).
Její dílo bylo přeloženo do 18 jazyků, včetně italštiny, španělštiny, portugalštiny a litevštiny. Byla ředitelkou magisterského programu tvůrčího psaní na Trinity University College. V roce 2015 se stala členkou Královské literární společnosti.
Elfynová žije v Llandysulu. Její dcera Fflur Dafyddová je spisovatelka a hudebnice.

## Publikovaná díla

### Poezie
- Mwyara, Gwasg Gomer (1976) ISBN 978-0-85088-369-5, OCLC 877136990
- Stafelloedd Aros, Gwasg Gomer (1978) ISBN 978-0-85088-690-0, OCLC 877138151
- Tro’r Haul Arno, Gwasg Gomer (1981) ISBN 978-0-85088-797-6, OCLC 16591556
- Mynd Lawr i’r Nefoedd, Gwasg Gomer (1985) ISBN 978-0-86383-275-8, OCLC 14904018
- Aderyn Bach Mewn Llaw: cerddi 1976–90, Gwasg Gomer (1990) ISBN 978-0-86383-667-1, OCLC 831354680
- Eucalyptus, Gwasg Gomer (1995)
- Cell Angel, Bloodaxe Books (1996)
- Cusan Dyn Dall, Bloodaxe Books (2001)
- Perffaith Nam, Gwasg Gomer (2005) ISBN 978-1-84323-456-2, OCLC 59352065
- Perffaith Nam, Bloodaxe Books (2007) ISBN 978-1-85224-779-9, OCLC 255911683
- Er dy fod, Gwasg Gomer (2007) (kniha pro studenty/učení jazyka)
- Merch Perygl: Cerddi 1976–2011, Gomer Press (2011)
- Murmur, Bloodaxe (2012)
- Bondo, Bloodaxe (2017)
- Editováno s Johnem Rowlandsem: The Bloodaxe Book of Modern Welsh Poetry, Bloodaxe (2003)

### Próza
- Optimist Absoliwt: Cofiant Eluned Phillips (biografie Eluned Phillipsové), Gomer Press (2016)
- Cwsg: am dro yn ôl (ilustrovala Sarah Williamsová), Gomer Press (2019)

## Další práce
- Red Lady of Paviland: projekt se skladatelem Andrewem Powellem, hudebním ředitelem Craigem Robertsem a Burry Port Town Band, jehož středobodem bude nové dílo Menny a Andrewa 'Y Dyn Unig' (The Lonely Man).
- Menna Elfyn (ed.) Cyfrinachau od Eluned Phillipsové (Honno, 2021)

## Ocenění
- Major Prize for Volume of Poetry (Stafelloedd Aros), Wrexham National Eisteddfod (1977)
- Členka Gorseddu za příspěvky k velšské literatuře (1995)
- Poet Laureate for the Children of Wales (2002)
- Creative Wales Award (2008)
- Anima Istranza Foreign Prize for Poetry (2009)
- Arts Council Prize for 'Aderyn Bach mewn Llaw'
- Nominace na knihu roku, ' Cusan Dyn Dall/ Blind Man's Kiss

Menna Elfynová se v roce 2015 stala členkou Královské literární společnosti. V roce 2018 se stala členkou Učené společnosti Walesu.